# Arten von gemeinschaftlichem Interesse

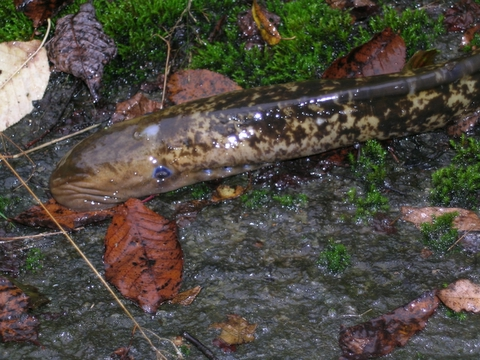
Das Meerneunauge ist in Anhang II aufgeführt.

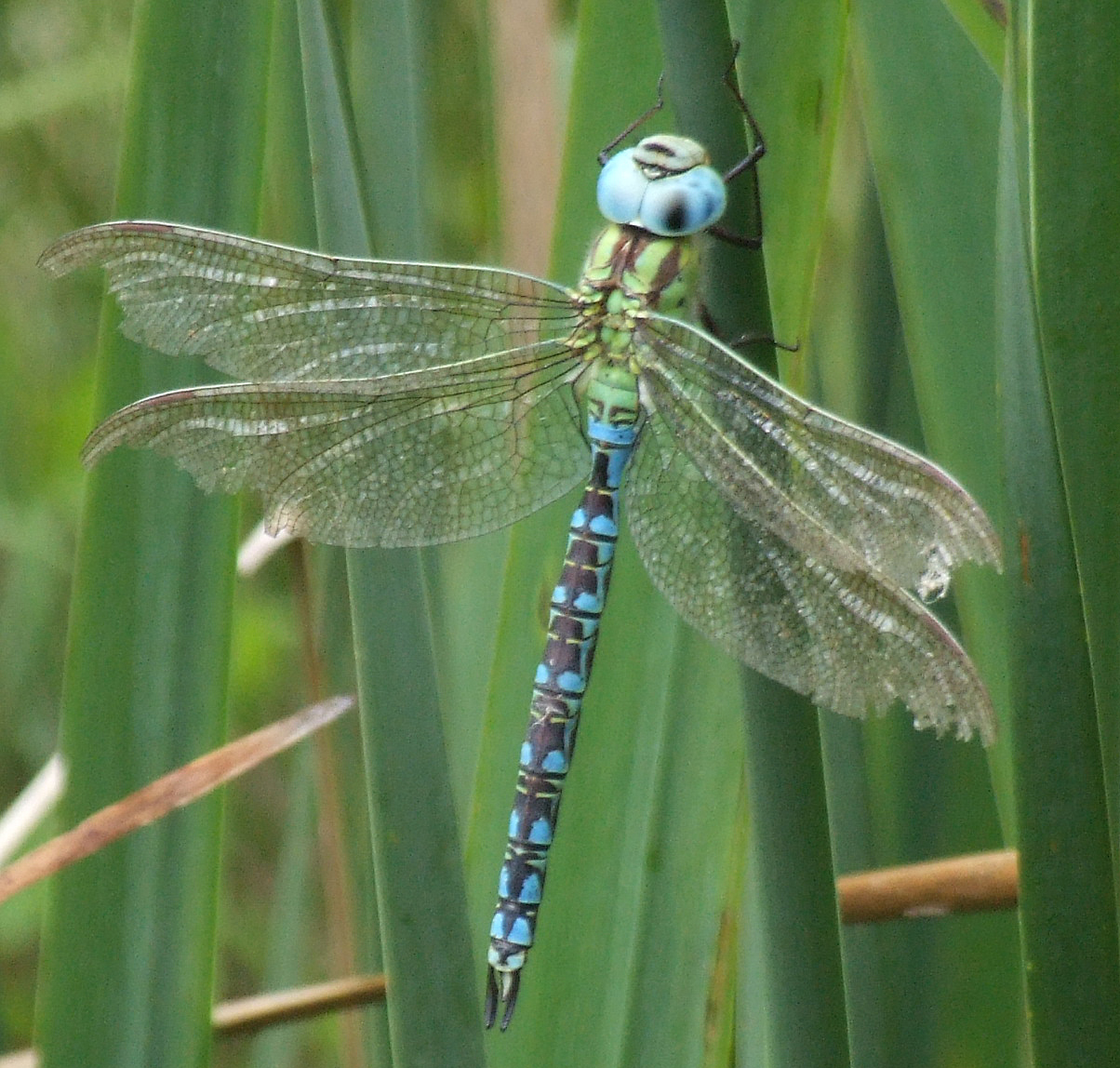
Die Grüne Mosaikjungfer – eine Art des Anhangs IV.

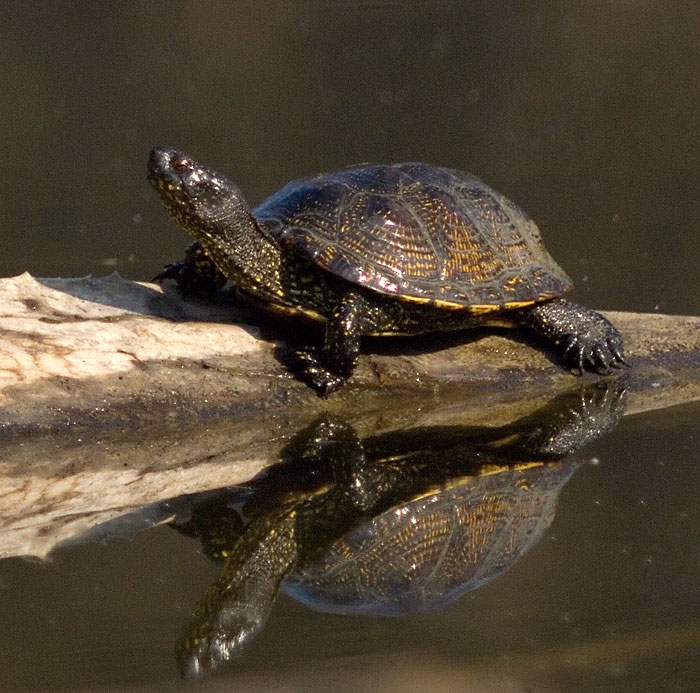
Die Europäische Sumpfschildkröte ist in Anhang II und IV gelistet.

Arten von gemeinschaftlichem Interesse sind Pflanzen- und Tierarten, die nach Gesetzen der Europäischen Union geschützt sind, da sie bedroht, potentiell bedroht, selten oder endemisch sind. Sie sind in den Anhängen II und IV der FFH-Richtlinie aufgelistet. Die Arten umfassen Vertreter der Säugetiere, Reptilien, Amphibien, Rundmäuler, Fische, Insekten, Weichtiere, Krebse, Egel sowie bei den Pflanzen Bedecktsamer, Moose und Flechten.
Die Mitgliedsstaaten sind angehalten, die Populationen der aufgeführten Arten zu schützen. Vögel sind von der Artenliste ausgenommen, da diese in der bereits im Jahr 1979 verabschiedeten Vogelschutzrichtlinie behandelt werden.
Zahlreiche weitere Pflanzen- und Tierarten genießen nationalen Schutz, etwa in Europa durch die Verordnung (EG) Nr. 338/97 oder in Deutschland durch die Bundesartenschutzverordnung, auch wenn sie nicht als Arten von gemeinschaftlichem Interesse definiert sind.

## Anhang II-Arten
Für Arten des Anhangs II sollen besondere Schutzgebiete (Special Area of Conservation, SAC) zum Erhalt des Zieles beitragen.
Zu diesen gehören beispielsweise:
- Gelbbauchunke (Bombina variegata)
- Kamm-Molch (Triturus cristatus)
- Rotbauchunke (Bombina bombina)
- Bachneunauge (Lampetra planeri)
- Groppe (Cottus gobio)
- Huchen (Hucho hucho)
- Lachs (Salmo salar, nur im Süßwasser)
- Bechsteinfledermaus (Myotis bechsteinii)
- Biber (Castor fiber)
- Fischotter (Lutra lutra)
- Gemeiner Seehund (Phoca vitulina)
- Gewöhnlicher Schweinswal (Phocoena phocoena)
- Große Hufeisennase (Rhinolophus ferrumequinum)
- Großer Tümmler (Tursiops truncatus)
- Großes Mausohr (Myotis myotis)
- Kegelrobbe (Halichoerus grypus)
- Kleine Hufeisennase (Rhinolophus hipposideros)
- Luchs (Lynx lynx)
- Mopsfledermaus (Barbastella barbastellus)
- Teichfledermaus (Myotis dasycneme)
- Wimperfledermaus (Myotis emarginatus)
- Wolf (Canis lupus)
- Eremit (Osmoderma eremita), eine Käferart
- Flussperlmuschel (Margaritifera margaritifera)
- Bachmuschel, Gemeine Flussmuschel (Unio crassus)
- Großer Eichenbock (Cerambyx cerdo)
- Hirschkäfer (Lucanus cervus)
- Spanische Flagge (Euplagia quadripunctaria), ein Falter
- Steinkrebs (Austropotamobius torrentium)
- Frauenschuh (Cypripedium calceolus)
- Grünes Besenmoos (Dicranum viride)
- Sand-Silberscharte (Jurinea cyanoides)

## Anhang IV-Arten
Arten des Anhangs IV stehen unter dem besonderen Rechtsschutz der EU, weil sie selten und schützenswert sind. Da die Gefahr besteht, dass die Vorkommen dieser Arten für immer verloren gehen, dürfen ihre Lebensstätten nicht beschädigt oder zerstört werden. In Deutschland sind dort gelistete Arten streng geschützt im Sinne des Bundesnaturschutzgesetzes.
Neben den meisten Anhang-II-Arten gehören hierher beispielsweise:
- alle anderen europäischen Fledermausarten
- Haselmaus (Muscardinus avellanarius)
- Wildkatze (Felis silvestris)
- Apollofalter (Parnassius apollo)
- Libellenarten
- Torfmoosarten

## Anhang V-Arten
Hierzu gehören Arten, deren Entnahme aus der Natur und Nutzung Gegenstand von Verwaltungsmaßnahmen sein können. Dies betrifft insbesondere das Verbot der Tötung durch sogenannte nicht-selektive Mittel wie Gift oder Sprengstoffe, weil davon auch gefährdete Arten betroffen sein könnten.
Hierher gehören beispielsweise Arten wie Goldschakal, Baummarder, Schneehase, Grasfrosch, Fischarten wie Huchen, Atlantischer Lachs oder Zingel, Weinbergschnecke, Flussperlmuschel, Steinkrebs, Weißmoos oder stechender Mäusedorn, eine Pflanzenart, die zu den Spargelgewächsen gehört.